# Illobre (Vedra)
Illobre o San Andrés de Illobre (llamada oficialmente Santo André de Illobre) es una parroquia española del municipio de Vedra, en la provincia de La Coruña, Galicia.

## Entidades de población
Entidades de población que forman parte de la parroquia:
- Castro (O Castro)
- Fontes
- Piñeiro (O Piñeiro)
- Prumadelos
- Vilapedre
- Viñogrande
- Viñopequeno

## Despoblado
- La Iglesia (A Igrexa)

## Demografía
| Gráfica de evolución demográfica de Illobre entre 2000 y 2019 |
|                                                               |
| Datos según el nomenclátor publicado por el INE.              |